# João Cancelo
João Pedro Cavaco Cancelo (sinh ngày 27 tháng 5 năm 1994) là một cầu thủ bóng đá chuyên nghiệp người Bồ Đào Nha hiện đang thi đấu ở vị trí hậu vệ cánh cho câu lạc bộ Saudi Pro League Al-Hilal và đội tuyển bóng đá quốc gia Bồ Đào Nha. Nổi tiếng nhờ lối chơi giàu kỹ thuật, tốc độ, khả năng xử lý bóng tốt và tính sáng tạo trong lối chơi, anh được đánh giá là một trong những hậu vệ cánh xuất sắc nhất thế giới trong thế hệ của mình.
Sau khi tốt nghiệp Học viện trẻ của Benfica, Cancelo bắt đầu chơi cho câu lạc bộ đội dự bị vào năm 2012 và được đôn lên đội một hai năm sau đó. Sau đó, anh được cho câu lạc bộ La Liga Valencia mượn trong mùa giải 2014–15, với Los Ches mua đứt anh vào mùa hè năm 2015. Cancelo được cho câu lạc bộ Serie A Inter Milan trong mùa giải 2017–18, trong đó anh ấy được đưa vào Serie A Team of the Year. Màn trình diễn của Cancelo đã thu hút sự quan tâm của Đối thủ trong nước Juventus, đội đã ký hợp đồng với anh vào năm 2018 với mức phí được báo cáo là 40,4 triệu euro. Trong thời gian thi đấu cho Juventus, Cancelo đã giành chức vô địch và Supercoppa Italiana trong mùa giải đầu tiên và duy nhất của anh.
Năm 2019, anh được câu lạc bộ Anh Manchester City ký hợp đồng với mức phí được báo cáo là 65 triệu euro (60 triệu bảng). Kể từ đó, anh đã giành được ba danh hiệu Premier League và một EFL Cup với câu lạc bộ. Trong mùa giải 2020–21, anh đóng một vai trò quan trọng giúp Manchester City lọt vào trận chung kết UEFA Champions League đầu tiên của họ.
Cancelo đã có trận ra mắt cấp cao cho Bồ Đào Nha vào năm 2016 sau khi trước đó được ra sân ở tất cả các cấp độ đội trẻ của quốc gia, có 75 lần khoác áo và ghi được ba bàn thắng chung cuộc. Anh cũng là thành viên của U-21 Bồ Đào Nha đã lọt vào chung kết giải vô địch châu Âu 2015. Anh đã được chọn vào đội tuyển Bồ Đào Nha tham dự vòng chung kết UEFA Nations League 2019 trên sân nhà, giành chiến thắng trong trận đấu đầu tiên với quốc gia của mình.

## Sự nghiệp cấp câu lạc bộ

### Benfica
Sinh tại Barreiro, Quận Setúbal, Cancelo bắt đầu chơi bóng đá cho đội bóng địa phương Barreirense. Anh gia nhập lò đào tạo trẻ của Benfica vào năm 2007 ở tuổi 13, nơi anh chơi ở cả hai vị trí hậu vệ cánh trái và phải.
Vào ngày 28 tháng 7 năm 2012, Cancelo có trận ra mắt đội một của Benfica trong trận giao hữu với Gil Vicente nơi anh chơi trọn vẹn 90 phút. Dù đã được đăng ký với Benfica B, anh được coi là một sự thay thế tốt cho Maxi Pereira ở những người cao niên; cho đến năm 2013 anh cũng đại diện cho thiếu nhi, vào ngày 18 tháng 5 năm đó anh ghi được hai bàn thắng quyết định trong chiến thắng 2-1 trước Rio Ave để giành chức vô địch quốc gia.
Cancelo chơi trận đầu tiên của mình với đội hình chính của Benfica vào ngày 25 tháng 1 năm 2014, khi anh vào sân thay người muộn khi thắng 1-0 trên sân nhà trước Gil Vicente tại Cúp Liên đoàn Bồ Đào Nha, sau đó lên ngôi vô địch. Trận ra quân đầu tiên của anh với đội hình chính của Benfica tại giải Primeira Liga diễn ra vào ngày 10 tháng 5 sau khi họ đăng quang ngôi vô địch giải đấu, và anh chơi trong trận thua 1-2 trước Porto.

### Valencia
Vào ngày 20 tháng 8 năm 2014, Cancelo gia nhập Valencia theo dạng hợp đồng cho mượn một năm từ Benfica. Vào ngày 25 tháng 9, anh có trận ra mắt La Liga khi chơi trọn vẹn trong chiến thắng 3-0 trên sân nhà trước Córdoba. Anh kết thúc mùa giải đầu tiên của mình với 13 lần ra sân trên mọi đấu trường. Màn trình diễn của anh cũng giúp Valencia dành quyền tham dự Champions League.
Vào ngày 25 tháng 5 năm 2015, Cancelo đồng ý ký vào bản hợp đồng lâu dài với câu lạc bộ Tây Ban Nha cho đến ngày 30 tháng 6 năm 2021 với mức phí chuyển nhượng 15 triệu euro. Anh ghi bàn thắng đầu tiên của mình cho Los Che tại Champions League vào ngày 16 tháng 9 trong trận thua 2-3 ngay trên sân nhà trước Zenit. Vào ngày 12 tháng 2, Cancelo ghi bàn thắng đầu tiên tại Cúp Nhà vua Tây Ban Nha trong chiến thắng 3-1 trước Barakaldo. Valencia đã bị loại khỏi giải đấu khi để thua Barcelona với tổng tỷ số 8-1. Anh cũng ghi bàn thắng đầu tiên trong màu áo Valencia tại giải La Liga trong chiến thắng 4-0 trước Eibar trên sân vận động Mestalla.

### Inter Milan
Vào ngày 22 tháng 8 năm 2017, Cancelo gia nhập Inter Milan theo dạng hợp đồng cho mượn có thời hạn một năm cho đến khi 30 tháng 6 năm 2018. Thỏa thuận này là một phần của một cuộc trao đổi, với Geoffrey Kondogbia di chuyển theo một hướng khác. Anh đã ra mắt Serie A bốn ngày sau, thay thế cho Antonio Candreva ở phút thứ 83 trong chiến thắng 3-1 trước Roma.
Cancelo bị chấn thương dây chằng đầu gối vào cuối tháng 8 năm 2017 trong khi đang làm nhiệm vụ cho đội tuyển, anh phải ngồi ngoài một tháng rưỡi. Anh trở về đội bóng và có chiến thắng 3-2 trước AC Milan trong trận Derby della Madonnina, kéo dài 20 phút.

### Juventus
Vào ngày 27 tháng 6 năm 2018, Cancelo đã được Juventus ký một hợp đồng có thời hạn 5 năm với giá trị 40,4 triệu euro. Anh có trận ra mắt giải đấu trong nước vào ngày 18 tháng 8 với chiến thắng 3-2 trước Chievo. Anh đã giành được danh hiệu đầu tiên của mình với câu lạc bộ vào tháng 1 năm 2019, trong đó có chiến thắng 1-0 trước AC Milan ở Siêu cúp bóng đá Ý. Anh ghi bàn thắng đầu tiên tại giải đấu cùng tháng, khi đội của anh đánh bại Lazio 2-1 trên sân Stadio Olimpico ở Rome; anh cũng đã giúp đội bóng được hưởng quả phạt đền trong trận đấu đó và sau đó đã được thực hiện bởi người đồng hương Cristiano Ronaldo.
Vào ngày 20 tháng 4 năm 2019, Cancelo chơi trong trận đấu Scudetto-clinching với Fiorentina, và Juventus giành chức vô địch thứ 8 liên tiếp của họ sau chiến thắng 2-1 trên sân nhà.

### Manchester City
Vào ngày 7 tháng 8 năm 2019, Cancelo gia nhập nhà vô địch Premier League Manchester City trong một thỏa thuận trị giá 27,4 triệu bảng cộng thêm Danilo được gửi đến Juventus trong phần trao đổi khiến anh trở thành hậu vệ cánh phải đắt giá nhất thế giới. Cancelo ký vào một bản hợp đồng sáu năm với đội chủ sân Etihad.

## Sự nghiệp quốc tế

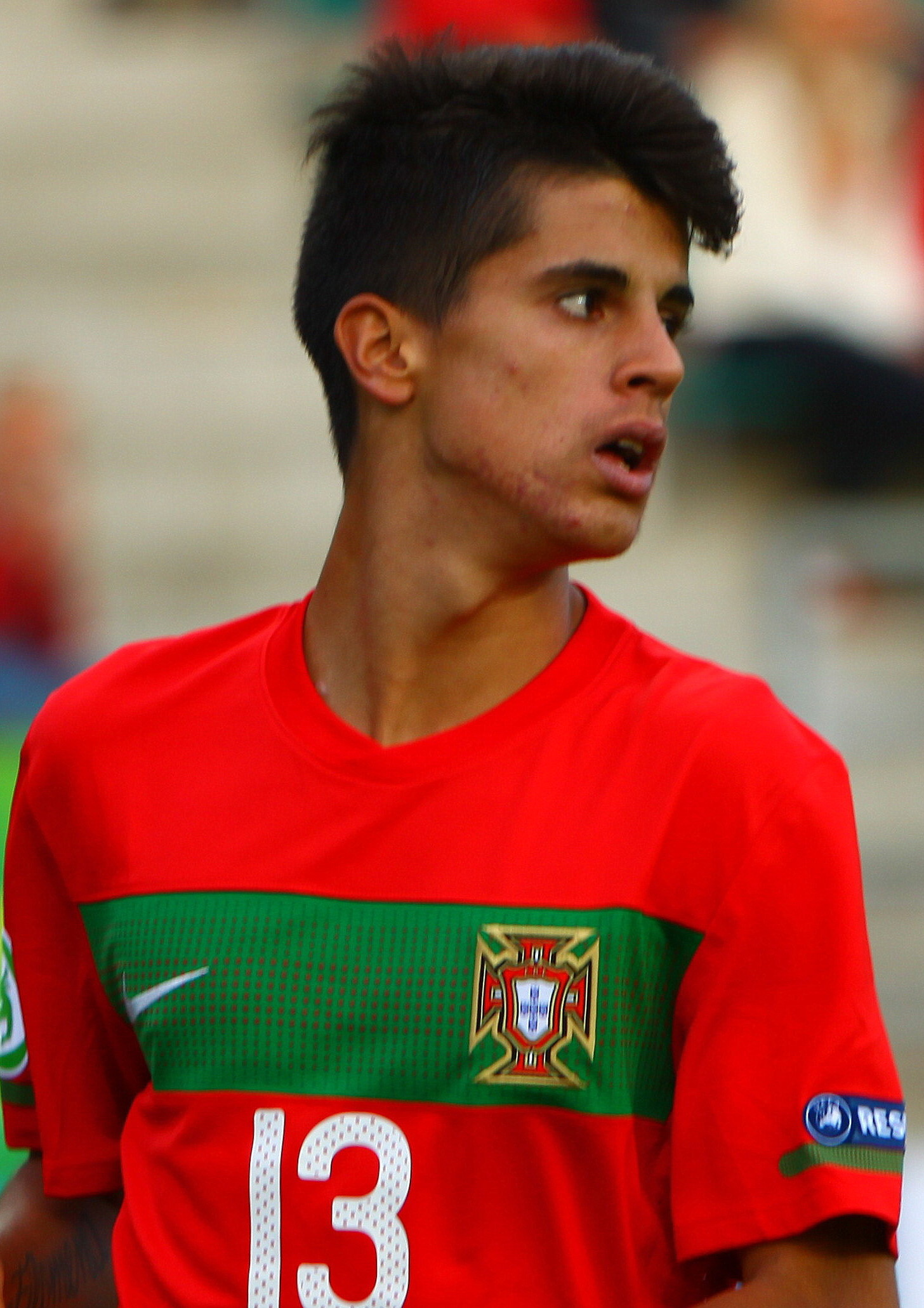
Cancelo đang chơi cho U19 Bồ Đào Nha vào năm 2012

Cancelo đã từng cùng U-19 Bồ Đào Nha tham dự giải vô địch bóng đá U-19 châu Ầu năm 2012 tại Estonia và 2013 tại Litva
Với đội tuyển U-20 Bồ Đào Nha, Cancelo đã từng tham dự giải vô địch bóng đá U-20 thế giới 2013.
Cancelo cũng từng cùng U-21 Bồ Đào Nha tham dự giải vô địch bóng đá U-21 châu Âu 2015. Anh vào sân thay cho Raphaël Guerreiro trong hiệp 2 trận bán kết thắng 5–0 trước U-21 Đức - đây là trận đấu duy nhất của anh tại giải
Cancelo lần đầu được huấn luyện viên Fernando Santos gọi vào đội tuyển Bồ Đào Nha ngày 26 tháng 8 năm 2016, chơi trọn trận dấu giao hữu thắng 5–0 trước Gibraltar tại Porto ngày 1 tháng 9, anh ghi bàn thứ 3 trong trận đấu đó. Tháng sau đó, anh thi đấu thêm 2 trận cho Bồ Đào Nha, trận thắng 6–0 Andorra trên sân nhà tại vòng loại World Cup 2018  và trên sân của Quần đảo Faroe với cùng tỷ số 6–0.
Tháng 5 năm 2018, Cancelo được điền tên vào danh sách 35 cầu thủ sơ bộ tham dự vòng chung kết World Cup 2018 tại Nga, nhưng bị loại khỏi danh sách tham dự giải chính thức.
Tháng 5 năm 2020, Cancelo được điền tên vào danh sách 26 cầu thủ chính thức tham dự vòng chung kết Euro 2020, tuy nhiên đến ngày 1 tháng 6, anh đã rút lui khỏi đội hình tham dự giải đấu đó vì anh đã có kết quả xét nghiệm dương tính với COVID-19 trước khi giải đấu được khởi tranh và được thay thế bởi hậu vệ Diogo Dalot.

## Thống kê sự nghiệp

### Câu lạc bộ
Tính đến ngày 18 tháng 5 năm 2021
| Câu lạc bộ          | Mùa giải            | Vô địch quốc gia | Vô địch quốc gia | Cúp quốc gia | Cúp quốc gia | Cúp liên đoàn | Cúp liên đoàn | Cúp châu Âu | Cúp châu Âu | Tổng cộng | Tổng cộng |
| Câu lạc bộ          | Mùa giải            | Số trận          | Số bàn           | Số trận      | Số bàn       | Số trận       | Số bàn        | Số trận     | Số bàn      | Số trận   | Số bàn    |
| ------------------- | ------------------- | ---------------- | ---------------- | ------------ | ------------ | ------------- | ------------- | ----------- | ----------- | --------- | --------- |
| Benfica B           | 2012–13             | 20               | 2                | —            | —            | —             | —             | —           | —           | 20        | 2         |
| Benfica B           | 2013–14             | 31               | 1                | —            | —            | —             | —             | —           | —           | 31        | 1         |
| Benfica B           | Tổng cộng           | 51               | 3                | —            | —            | —             | —             | —           | —           | 51        | 3         |
| Benfica             | 2013–14             | 1                | 0                | 0            | 0            | 1             | 0             | 0           | 0           | 2         | 0         |
| Valencia            | 2014–15             | 10               | 0                | 3            | 0            | —             | —             | —           | —           | 13        | 0         |
| Valencia            | 2015–16             | 28               | 1                | 4            | 1            | —             | —             | 7           | 1           | 39        | 3         |
| Valencia            | 2016–17             | 35               | 1                | 3            | 0            | —             | —             | —           | —           | 38        | 1         |
| Valencia            | 2017–18             | 1                | 0                | 0            | 0            | —             | —             | —           | —           | 1         | 0         |
| Valencia            | Tổng cộng           | 74               | 2                | 10           | 1            | —             | —             | 7           | 1           | 91        | 4         |
| Inter Milan         | 2017–18             | 26               | 1                | 2            | 0            | —             | —             | —           | —           | 28        | 1         |
| Juventus            | 2018–19             | 25               | 1                | 1            | 0            | 1             | 0             | 7           | 0           | 34        | 1         |
| Manchester City     | 2019–20             | 17               | 0                | 4            | 0            | 4             | 1             | 8           | 0           | 33        | 1         |
| Manchester City     | 2020–21             | 28               | 2                | 3            | 0            | 3             | 0             | 9           | 1           | 43        | 3         |
| Manchester City     | Tổng cộng           | 45               | 2                | 7            | 0            | 7             | 1             | 17          | 1           | 76        | 4         |
| Tổng cộng sự nghiệp | Tổng cộng sự nghiệp | 222              | 9                | 20           | 1            | 8             | 1             | 31          | 2           | 281       | 13        |

1. ↑  Bao gồm Cúp quốc gia Bồ Đào Nha, Cúp Nhà vua Tây Ban Nha, và Cúp bóng đá Ý
2. ↑  Bao gồm Cúp Liên đoàn Bồ Đào Nha và Siêu cúp bóng đá Ý
3. ↑  Bao gồm UEFA Champions League và UEFA Europa League

### Quốc tế
Tính đến ngày 26 tháng 3 năm 2024.
| Đội tuyển quốc gia | Năm       | Số trận | Số bàn |
| ------------------ | --------- | ------- | ------ |
| Bồ Đào Nha         | 2016      | 4       | 3      |
| Bồ Đào Nha         | 2017      | 2       | 0      |
| Bồ Đào Nha         | 2018      | 6       | 0      |
| Bồ Đào Nha         | 2019      | 4       | 0      |
| Bồ Đào Nha         | 2020      | 7       | 1      |
| Bồ Đào Nha         | 2021      | 8       | 1      |
| Bồ Đào Nha         | 2022      | 10      | 2      |
| Bồ Đào Nha         | 2023      | 9       | 3      |
| Bồ Đào Nha         | 2024      | 41      | 0      |
| Tổng cộng          | Tổng cộng | 51      | 10     |

### Bàn thắng quốc tế
Bàn thắng và kết quả của Bồ Đào Nha được liệt kê trước.
| #  | Ngày                 | Địa điểm                                                | Đối thủ              | Bàn thắng | Kết quả | Giải đấu                      |
| -- | -------------------- | ------------------------------------------------------- | -------------------- | --------- | ------- | ----------------------------- |
| 1  | 1 tháng 9 năm 2016   | Sân vận động Bessa, Porto, Bồ Đào Nha                   | Gibraltar            | 3–0       | 5–0     | Giao hữu                      |
| 2  | 7 tháng 10 năm 2016  | Sân vận động Trung tâm, Aveiro, Bồ Đào Nha              | Andorra              | 3–0       | 6–0     | Vòng loại FIFA World Cup 2018 |
| 3  | 10 tháng 10 năm 2016 | Tórsvøllur, Tórshavn, Quần đảo Faroe                    | Quần đảo Faroe       | 6–0       | 6–0     | Vòng loại FIFA World Cup 2018 |
| 4  | 5 tháng 9 năm 2020   | Sân vận động Dragão, Porto, Bồ Đào Nha                  | Croatia              | 1–0       | 4–1     | UEFA Nations League 2020–21   |
| 5  | 9 tháng 6 năm 2021   | Sân vận động José Alvalade, Lisbon, Bồ Đào Nha          | Israel               | 3–0       | 4–0     | Giao hữu                      |
| 6  | 5 tháng 6 năm 2022   | Sân vận động José Alvalade, Lisbon, Bồ Đào Nha          | Thụy Sĩ              | 4–0       | 4–0     | UEFA Nations League 2022–23   |
| 7  | 9 tháng 6 năm 2022   | Sân vận động José Alvalade, Lisbon, Bồ Đào Nha          | Cộng hòa Séc         | 1–0       | 2–0     | UEFA Nations League 2022–23   |
| 8  | 23 tháng 3 năm 2023  | Sân vận động José Alvalade, Lisbon, Bồ Đào Nha          | Liechtenstein        | 1–0       | 4–0     | Vòng loại UEFA Euro 2024      |
| 9  | 16 tháng 10 năm 2023 | Sân vận động Bilino Polje, Zenica, Bosna và Hercegovina | Bosna và Hercegovina | 4–0       | 5–0     | Vòng loại UEFA Euro 2024      |
| 10 | 16 tháng 11 năm 2023 | Sân vận động Rheinpark, Vaduz, Liechtenstein            | Liechtenstein        | 2–0       | 2–0     | Vòng loại UEFA Euro 2024      |

## Danh hiệu

### Câu lạc bộ

#### Benfica
- Primeira Liga: 2013–14[23]
- Taça da Liga: 2013–14[24]

#### Juventus[20]
- Serie A: 2018–19[25][26]
- Supercoppa Italiana: 2018[27][28]

#### Manchester City
- Premier League: 2020–21, 2021–22[29], 2022–23
- FA Cup: 2022–23
- EFL Cup: 2020–21[30]
- UEFA Champions League á quân: 2020–21[31]

#### Bayern München
- Bundesliga: 2022–23

### Quốc tế

#### U-21 Bồ Đào Nha
- UEFA European Under-21 Championship: Á quân 2015[32]

#### Bồ Đào Nha
- UEFA Nations League: 2018–19[33]